# Américo Tesoriere
Américo Miguel Tesoriere (ur. 18 marca 1899 w Buenos Aires, zm. 30 grudnia 1977) – argentyński piłkarz noszący przydomek Merico, bramkarz. Także trener.

## Życiorys
Urodzony w Buenos Aires Tesoriere karierę piłkarską w klubie Boca Juniors rozpoczął już w wieku 14 lat – w 1913 roku udanie zadebiutował w barwach Boca przeciwko drużynie Gimnasia y Esgrima de Palermo, nie tracąc bramki.
Tesoriere w pierwszym zespole Boca Juniors zadebiutował w 1916 roku, mając tylko 17 lat. Zastąpił w bramce poważnie kontuzjowanego Nicolása Fabianiego. W reprezentacji Argentyny Tesoriere zadebiutował w 1919 roku w meczu przeciwko Paragwajowi, zastępując między słupkami dotychczasowego bramkarza reprezentacyjnego Carlosa Isolę. W tym samym roku sięgnął wraz ze swym klubem po pierwszy tytuł mistrza Argentyny, który powtórzył w 1920 roku.
Jako piłkarz klubu Boca Juniors wziął udział w turnieju Copa América 1920, gdzie Argentyna została wicemistrzem Ameryki Południowej. Tesoriere zagrał we wszystkich trzech meczach – z Urugwajem (stracił bramkę), Chile (stracił bramkę) i Brazylią.
Rok później wziął udział w turnieju Copa América 1921, gdzie Argentyna pierwszy raz w swych dziejach zdobyła mistrzostwo Ameryki Południowej. Tesoriere zagrał we wszystkich trzech meczach - z Brazylią, Paragwajem i Urugwajem. W całym turnieju nie dał sobie strzelić żadnej bramki.
Następnie wziął udział w fatalnym turnieju Copa América 1922, gdzie Argentyna zajęła przedostatnie, czwarte miejsce. Tesoriere zagrał we wszystkich czterech meczach – z Chile, Urugwajem (stracił bramkę), Brazylią (stracił 2 bramki) i Paragwajem.
Wciąż jako gracz Boca Juniors wziął udział w turnieju Copa América 1923, gdzie Argentyna została wicemistrzem Ameryki Południowej. Tesoriere bronił w dwóch meczach – z Paragwajem (stracił 3 bramki) i Urugwajem (stracił 2 bramki). W meczu z Brazylią zastąpił go Federico Cancino.
W turnieju Copa América 1924 Argentyna ponownie została wicemistrzem Ameryki Południowej, a Tesoriere wystąpił we wszystkich trzech meczach – z Paragwajem, Chile i Urugwajem. Drugi raz w historii nie stracił bramki w całym turnieju. Szczególnie pamiętny był jego występ przeciwko Urugwajowi, gdzie dzięki jego świetnej postawie Argentyna zdołała zachować bezbramkowy remis.
Podczas turnieju Copa América 1925 Tesoriere był nie tylko bramkarzem, ale również trenerem zespołu. Kierowana przez niego drużyna zdobyła mistrzostwo Ameryki Południowej, a on sam wystąpił we wszystkich czterech meczach – z Paragwajem, Brazylią (stracił bramkę), w rewanżu z Paragwajem (stracił bramkę) i w rewanżu z Brazylią (stracił 2 bramki).
Karierę piłkarską Tesoriere zakończył w 1927 roku, do końca będąc piłkarzem Boca Juniors. Jedynie w 1921 roku na krótko przeniósł się do klubu Sportivo del Norte. W Boca Juniors Tesoriere rozegrał łącznie 184 mecze i pięciokrotnie zdobył mistrzostwo Argentyny – w 1919, 1920, 1923, 1924 i 1926.
W latach 1919–1925 Tesoriere rozegrał w reprezentacji Argentyny 38 meczów.
Tesoriere wrócił do Boca Juniors w 1937 roku, gdzie do 1953 roku pracował w administracji klubu jako osoba odpowiedzialna za utrzymanie stadionu.

## Sukcesy
| Sezon | Drużyna      | Tytuł                          |
| ----- | ------------ | ------------------------------ |
| 1919  | Boca Juniors | Mistrz Argentyny               |
| 1919  | Boca Juniors | Tie Cup                        |
| 1919  | Boca Juniors | Copa Competencia               |
| 1920  | Argentyna    | Wicemistrz Ameryki Południowej |
| 1920  | Boca Juniors | Mistrz Argentyny               |
| 1920  | Boca Juniors | Copa de Honour                 |
| 1921  | Argentyna    | Mistrz Ameryki Południowej     |
| 1923  | Argentyna    | Wicemistrz Ameryki Południowej |
| 1923  | Boca Juniors | Mistrz Argentyny               |
| 1923  | Boca Juniors | Copa Competencia               |
| 1924  | Argentyna    | Wicemistrz Ameryki Południowej |
| 1924  | Boca Juniors | Mistrz Argentyny               |
| 1924  | Boca Juniors | Copa Competencia               |
| 1925  | Argentyna    | Mistrz Ameryki Południowej     |
| 1926  | Boca Juniors | Mistrz Argentyny               |
| 1926  | Boca Juniors | Copa Estimulo                  |